# Jolyn Huppertz
Jolyn Huppertz (* 23. März 1996) ist eine belgische Politikerin (parteilos, zuvor CSP).

## Leben
Nach ihrem Abitur am César-Franck-Athenäum in Kelmis studierte Huppertz Rechtswissenschaften an der Universität Trier. In Trier wurde sie Vorstandsmitglied des Rings Christlich-Demokratischer Studenten (RCDS) und 2018 Mitglied des Studentenparlaments. Seit 2019 ist sie zudem Mitglied im Sozialfondsvergabeausschuss der Universität Trier.
2015 wurde Huppertz Vorsitzende der Jungen Mitte, des Jugendverbands der Christlich Sozialen Partei (CSP). Darüber hinaus wurde sie 2016 Vorstandsmitglied der EVP-Jugend in der Euregio Maas-Rhein und hatte sie von 2018 bis 2019 ein Ersatzmandat im Verwaltungsrat des Belgischen Rundfunks (BRF) inne. Sie ist seit 2019 Mitglied im Sozialhilferat des Öffentlichen Sozialhilfezentrums (ÖSHZ) in Kelmis. 
Bei der Wahl zum Parlament der Deutschsprachigen Gemeinschaft im Mai 2019 zog Huppertz im Alter von 23 Jahren für die CSP in das Parlament ein. Im Juli 2023 trat sie aus der CSP aus und setzte ihr Mandat im DG-Parlament als fraktionslose Abgeordnete fort. Grund dafür war, dass der CSP-Parteivorstand in einer außerordentlichen Sitzung beschlossen hatte, Huppertz nicht mehr für die anstehenden Regional- und Kommunalwahlen zu nominieren, nachdem es wiederholt zu Spannungen zwischen Huppertz und ihrer Fraktion gekommen war, die zu einem Vertrauensbruch geführt hatten. Huppertz entschloss sich, gegen diese Entscheidung gerichtlich vorzugehen und erhob Klage gegen den Parteivorsitzenden Jérôme Franssen und gegen die Fraktionsvorsitzende Patricia Creutz-Vilvoye, da die Entscheidung nicht ordnungsgemäß gewesen sei und sie sich in ihren Persönlichkeitsrechten verletzt fühle.
Bei der Wahl zum DG-Parlament im Juni 2024 trat Huppertz als Spitzenkandidatin ihrer neuen Liste „Huppertz + Co“ bzw. „Viva Ostbelgien“ an.